# 1908 في نيوزيلندا
فيما يلي قوائم الأحداث التي وقعت خلال عام 1908 في نيوزيلندا.

## سياسة

### تعيين في المنصب
- 1 يناير – جون دونكان عضو مجلس النواب النيوزيلندي ‏.
- 1 يناير – روبرت سكوت عضو مجلس النواب النيوزيلندي ‏.

## مواليد

### يناير
- 14 يناير – تريفور كلارك لاعب كريكت نيوزلندي.
- 29 يناير – جاك مانشستر لاعب رغبي نيوزيلندي.

### فبراير
- 8 فبراير – ستيوارت بلاك منافِس أوليمبي نيوزيلندي.

### مارس
- 4 مارس – دونالد ليندسي بول عالم نبات نيوزيلندي.
- 12 مارس – ريتا أنجوس رسامة نيوزيلندية.[1]

### مايو
- 10 مايو – رستي بيج لاعب اتحاد رغبي نيوزيلندي.
- 14 مايو – جون ليدر لاعب كريكت نيوزلندي.

### يونيو
- 2 يونيو – ليندسي وير لاعب كركيت نيوزيلندي.
- 5 يونيو – ليه جورج لاعب رغبي نيوزيلندي.
- 19 يونيو – فرد بيكر

### يوليو
- 13 يوليو – غارفيلد تود[2]
- 26 يوليو – إدوارد هولدر

### أغسطس
- 18 أغسطس – بيل ميريت لاعب كركيت نيوزيلندي.

### سبتمبر
- 17 سبتمبر – فرانسيس إيدا كاين أخصائية تغذية نيوزيلندية.
- 24 سبتمبر – جيم بارنز سياسي نيوزيلندي.

### أكتوبر
- 11 أكتوبر – نيلسون بال لاعب رغبي نيوزيلندي.

### نوفمبر
- 28 نوفمبر – دونالد نورمان مكاي سياسي نيوزيلندي.

## وفيات

### مايو
- 20 مايو – ألبرت هنري باسكرفيل (مواليد 1883) لاعب رغبي نيوزيلندي.

### يوليو
- 16 يوليو – إرنست غليني (مواليد 1871)

### سبتمبر
- 30 سبتمبر – بوب دينز (مواليد 1884) لاعب رغبي نيوزيلندي.